# Pelecopsis fornicata
Pelecopsis fornicata là một loài nhện trong họ Linyphiidae.
Loài này thuộc chi Pelecopsis. Pelecopsis fornicata được František Miller miêu tả năm 1970.